# Batalha do vau do Pembe
A batalha do vau do Pembe, frequentemente chamada de Desastre do Pembe ou por recontro de Umpungo, foi um combate travado a 25 de Setembro de 1904 entre um destacamento de forças expedicionárias do Exército Português, comandado pelo capitão Luís Pinto de Almeida, e guerreiros cuanhamas sob as ordens do régulo Tchetekelo (ou rei Oshietekela). O combate foi travado junto ao vau de Pembe, no rio Cunene, nas cercanias de Umpungo, e resultou na total derrota das forças portuguesas, que perderam cerca de 250 homens, mais de metade do efectivo presente.

## Contexto
A partir de meados da década de 1880 surgiram tensões entre portugueses e alemães ao longo da região fronteiriça entre Angola e a recém-criada colónia do Sudoeste Africano Alemão. Essas tensões impunham à parte portuguesa a efectiva ocupação do território na região do Cunene, sob pena de assistirem à progressiva consolidação da presença alemã no que o Governo Português entendia ser o sudoeste de Angola. Foi então organizada uma força expedicionária, enviada de Lisboa, para ali impor a soberania portuguesa em face de forte resistência das populações indígenas, realizando uma dura campanha de pacificação, designação que então em Portugal se dava às campanhas de conquista e submissão dos povos das colónias.
Esta batalha faz parte das poucas vitórias africanas contra uma potência europeia durante as guerras de ocupação colonial, tendo apenas paralelo na Batalha de Isandhlwana, ganha pelos Zulus contra os britânicos em 1879, ou na batalha de Adoua ganha pelos etíopes contra os italianos em 1896.